# SummerSlam (2020)
SummerSlam (2020) – gala wrestlingu wyprodukowana przez federację WWE dla zawodników z brandów Raw i SmackDown. Odbyła się 23 sierpnia 2020 w Amway Center w Orlando w stanie Floryda. Emisja była przeprowadzana na żywo za pośrednictwem WWE Network oraz w systemie pay-per-view. Była to trzydziesta trzecia gala w chronologii cyklu SummerSlam.
Na gali odbyło się osiem walk, w tym jedna podczas pre-show. W walce wieczoru, "The Fiend" Bray Wyatt pokonał Brauna Strowmana w Falls Count Anywhere matchu zdobywając po raz drugi Universal Championship. Po walce, Roman Reigns powrócił po pięciomiesięcznej przerwie atakując obu zawodników i przechodząc heel turn. W przedostatniej walce, Drew McIntyre pokonał Randy’ego Ortona broniąc WWE Championship. W innych ważnych walkach, Mandy Rose pokonała Sonyę Deville w No Disqualification Loser Leaves WWE matchu, oraz Asuka pokonała Sashę Banks zdobywając po raz drugi Raw Women’s Championship, po tym jak przegrała z Bayley o SmackDown Women’s Championship. Na tej gali pierwszą walkę stoczył syn Reya Mysterio, Dominik Mysterio, który przegrał z Sethem Rollinsem w Street Fightcie.

## Produkcja
SummerSlam oferowało walki profesjonalnego wrestlingu z udziałem wrestlerów należących do brandów Raw i SmackDown. Oskryptowane rywalizacje (storyline’y) kreowane są podczas cotygodniowych gal Raw i SmackDown. Wrestlerzy są przedstawieni jako heele (negatywni, źli zawodnicy i najczęściej wrogowie publiki) i face’owie (pozytywni, dobrzy i najczęściej ulubieńcy publiki), którzy rywalizują pomiędzy sobą w seriach walk mających budować napięcie. Kulminacją rywalizacji jest walka wrestlerska lub ich seria.

### Wpływ COVID-19
W wyniku pandemii COVID-19, WWE zaczęło prezentować większość swoich programów na Raw i SmackDown bez realnej publiczności odbywających się w WWE Performance Center w Orlando w stanie Floryda od połowy marca, chociaż pod koniec maja, WWE zaczęło wykorzystywać stażystów Performance Center jako publiczność na żywo, która została rozszerzona na przyjaciół i członków rodziny wrestlerów w połowie czerwca. SummerSlam, podobnie jak poprzednia gala NXT TakeOver, miała odbyć się pierwotnie w TD Garden w Bostonie w stanie Massachusetts. Jednak 8 maja 2020 roku burmistrz Bostonu Marty Walsh zawiesił wszystkie spotkania na dużą skalę do 7 września, skutecznie odwołując zaplanowane przez WWE wydarzenia w mieście.
Dziennikarz wrestlingowy Dave Meltzer poinformował, że organizacja jest otwarta na przeniesienie SummerSlam na wrzesień, jeśli oznaczałoby to obecność fanów. Jednak reklama wyemitowana podczas The Horror Show at Extreme Rules potwierdziła, że SummerSlam nadal odbędzie się 23 sierpnia, ale bez odniesienia do miasta ani miejsca. Chociaż Pro Wrestling Insider poinformował, że gala odbędzie się w WWE Performance Center, 23 lipca organizacja wydała oficjalne oświadczenie, że wkrótce zostanie ogłoszona nowa lokalizacja. WWE stwierdziło również, że zwroty będą dokonywane w pierwotnym miejscu zakupu. PWInsidernastępnie poinformował, że WWE rozważało zorganizowanie SummerSlam na statku wycieczkowym lub na plaży.
17 sierpnia oficjalnie ogłoszono, że SummerSlam będzie odbywać się w Amway Center, większego miejsca, które również znajduje się w Orlando. To sprawiło, że SummerSlam było pierwszym dużą galą WWE, które odbyło się poza Performance Center od marca. WWE zawarło również porozumienie z Amway Center, w ramach którego wszystkie przyszłe transmisje Raw, SmackDown i PPV będą odbywać się w miejscu "w dającej się przewidzieć przyszłości". Wraz z przeprowadzką WWE nawiązało współpracę z firmą The Famous Group oferującą pełen zakres usług dla fanów, aby zapewnić "wirtualne wrażenia fanów", biobezpieczną bańkę nazwaną WWE ThunderDome, która została po raz pierwszy wykorzystana w odcinku SmackDown z 21 sierpnia. Według wiceprezesa wykonawczego WWE ds. produkcji telewizyjnej Kevina Dunna, drony, lasery, pirotechnika, dym i projekcje zostały wykorzystane, aby wejścia wrestlerów były "lepsze niż WrestleMania". Zainstalowali także prawie 1000 tablic LED w Amway Center, aby umożliwić rzędy wirtualnych fanów, którzy mogli zarejestrować się w celu uzyskania darmowego wirtualnego miejsca. Dźwięk z Areny został również zmiksowany z dźwiękiem wirtualnych fanów, dzięki czemu można było usłyszeć okrzyki fanów.

### Rywalizacje
27 lipca na odcinku Raw, Randy Orton wyciął promocję, wymieniając wiele jego wyróżnień, po czym zadeklarował, że chce ponownie zdobyć WWE Championship. Następnie rzucił wyzwanie mistrzowi Drew McIntyre’owi o walkę o tytuł na SummerSlam. Później tej nocy McIntyre przyjął wyzwanie Ortona, a następnie pokonał Dolpha Zigglera w Extreme Rules matchu w rewanżu na The Horror Show at Extreme Rules, uniemożliwiając Zigglerowi zdobycie tytułu. Po walce Orton zaatakował McIntyre’a RKO.
Po tym, jak United States Champion Apollo Crews wielokrotnie odrzucał ofertę MVP, aby dołączyć do jego stajni, nazwanej później The Hurt Business, obaj zmierzyli się ze sobą w walce bez tytułu na szali w dniu 29 czerwca na odcinku Raw, który został wygrany przez MVP. Po walce Crews został brutalnie zaatakowany przez kolegę z drużyny MVP, Bobby’ego Lashleya. W następnym tygodniu, MVP ujawnił nowy wygląd pasa mistrzowskiego United States Championship i oświadczył, że zmierzy się z Crewsem o tytuł podczas The Horror Show na Extreme Rules. Jednak podczas gali, Crews nie był w stanie walczyć z powodu ataku Lashleya przed walce. Następnie MVP ogłosił się zwycięzcą przez poddanie się i nieoficjalnie ogłosił się nowym mistrzem United States Championship. Crews, noszący starszy pas mistrzowski United States Championship, powrócił 3 sierpnia na odcinku Raw, gdzie formalnie zmierzył się z MVP w walce o tytuł, w którym Crews zachował tytuł. Świętując swoje zwycięstwo, Crews stwierdził później w wywiadzie na backstage’u, że odda stary pas swoim dzieciom, podczas gdy zatrzymał wprowadzony nowy pas mistrzowski MVP. Następnie MVP zażądał rewanżu na SummerSlam, a Crews zaakceptował. 17 sierpnia, Crews pokonała Sheltona Benjamina z Hurt Business, zakazując w ten sposób aby Benjamin i Lashley byli przy narożniku MVP podczas walki o tytuł na SummerSlam, który miał się odbyćna Kickoff.
Po kilku tygodniach dręczenia i wyszydzania Reya Mysterio przez Setha Rollinsa, obaj w końcu zmierzyli się ze sobą podczas The Horror Show at Extreme Rules w Eye for an Eye matchu, w którym jeden przeciwnik musiał wydłubać oko drugiemu, aby wygrać walkę, którą wygrał Rollins. Syn Mysterio, Dominik, pojawił się 27 lipca na odcinku Raw, aby skonfrontować się z Rollinsem i jego uczniem Murphym za czyny Rollinsa, a także za przechwałki Rollinsa. Chociaż Dominik zaatakował Rollinsa i Murphy’go, ostatecznie obezwładnili go, dopóki Aleister Black nie przyszedł mu z pomocą. Jednak bójka spowodowała, że Murphy zranił oko Blacka, używając stalowych schodów. W następnym tygodniu, Dominik wyzwał Rollinsa na walkę na SummerSlam. Później, po tym jak Rollins i Murphy szydzili z komentatora Toma Phillipsa (co doprowadziło do tego, że komentator Samoa Joe bronił Phillipsa), obaj zostali zaatakowani od tyłu przez Dominika kijem do kendo. Rollins następnie przyjął wyzwanie Dominika. Podczas podpisywania kontraktu w następnym tygodniu, w którym Dominik również podpisał kontrakt do oficjalnego zostania wrestlerem WWE, Rollins stwierdził, że Dominik może używać dowolnej broni, jaką tylko zechce. Po tym, jak Rollins pokonał Humberto Carrillo, Rollins i Murphy zaatakowali Dominika kijami do kendo. Ich walce SummerSlam został później przerobiona na Street Fight.
Podczas The Horror Show at Extreme Rules, walka o Raw Women’s Championship pomiędzy Sashą Banks i broniącą tytułu Asuką zakończył się kontrowersją, gdy Asuka nieumyślnie splunęła zieloną mgłą w twarz sędziego, co doprowadziło do tego, że Bayley zdjęła koszulę sędziego i nieoficjalnie przeliczyła przypięcie dla Banks, aby nieoficjalnie zdobyć tytuł. Następnej nocy na Raw, Główny oficer rosteru WWE Stephanie McMahon stwierdziła, że ani Banks, ani Asuka nie wygrały na Extreme Rules i ogłosiła rewanż pomiędzy nimi na następny tydzień w walce, w którym tytuł można było zdobyć przez przypięcie, poddanie, dyskwalifikację lub wyliczenie. Podczas walki w następnym tygodniu, Bayley zaatakowała na backstage’u partnerkę Tag Teamową Asuki, Kairi Sane. Asuka następnie opuściła walkę, by sprawdzić, co z Sane, co spowodowało jej przegraną przez wyliczenie, dzięki czemu Banks zdobyła tytuł po raz piąty. Na odcinku z 3 sierpnia, Asuka zażądała rewanżu o tytuł, jednak Banks stwierdziła, że musi pokonać Bayley, aby zdobyć walkę na SummerSlam, co Asuka zrobiła w następnym tygodniu. Podczas piątkowego SmackDown w tym tygodniu, ponieważ Bayley nie miała pretendentki do swojego SmackDown Women’s Championship na SummerSlam, Stephanie ogłosiła na następny tydzień trójbrandowy Battle Royal, w której wezmą udział wrestlerki z Raw, SmackDown i NXT, a zwyciężczyni zmierzy się z Bayley na gali. Niespodziewanie Asuka wygrała Battle Royal, zabookuwując że zmierzy się z WWE Women’s Tag Team Championkami w singles matchach o swoje tytuły. 21 sierpnia na odcinku SmackDown, zarówno Banks, jak i Bayley zmierzyły się z Naomi w wyzwaniu Beat the Clock, aby ustalić kolejność ich obrony tytułów z Asuką, przy czym przegrana broniła tytułów jako pierwsza; Banks następnie wygrała, gdy pokonała Naomi, która z kolei pokonała Bayley.
Na Money in the Bank, Braun Strowman obronił Universal Championship przeciwko Brayowi Wyattowi, który walczył jako jego postać z Firefly Fun House. Po kilku tygodniach nieobecności Wyatt powrócił 19 czerwca na odcinku SmackDown, ale przerwał mu Strowman. Wyatt stwierdził, że ich rywalizacja dopiero się zaczyna, zanim pojawił się jako jego stara kultowa postać lidera The Wyatt Family, która wcześniej obejmowała Strowmana i skąd Strowman pierwotnie zadebiutował w WWE. Doprowadziło to do walki bez tytułu na szali pomiędzy nimi o nazwie Wyatt Swamp Fight podczas The Horror Show at Extreme Rules, w którym Wyatt, walcząc jako jego dawny Pożeracz Światów, pokonał Strowmana, który zniknął gdzieś na bagnach. Gdy Wyatt próbował odejść, został wciągnięty z powrotem do wody, tylko po to, by pojawiło się jego alter ego The Fiend. Na następnym odcinku SmackDown, Wyatt stwierdził, że jego dawna wersja Pożeracza światów została na razie skończona i że The Fiend został uwolniony. W następnym tygodniu, Wyatt powiedział, że The Fiend chce Universal Championship i że nikt nie jest bezpieczny, dopóki go nie zdobędzie, co stało się oczywiste, kiedy The Fiend zaatakował Alexę Bliss, starą partnerkę Strowmana z Tag Teamu z pierwszego sezonu Mixed Match Challenge. Na odcinku z 7 sierpnia, The Fiend ponownie próbował zaatakować Bliss, która najwyraźniej okazała uczucie do The Fienda, zmuszając go do wycofania się. Strowman następnie pojawił się na TitanTron, stwierdzając, że nie obchodzi go Bliss i że wyłonił się z bagna jako potwór. Strowman następnie przyjął wyzwanie The Fienda do walki o Universal Championship na SummerSlam. W następnym tygodniu Strowman zaatakował Bliss, aby zwabić The Fienda, który pojawił się na ringu, by skonfrontować się ze Strowmanem. 22 sierpnia na odcinku Talking Smack stypulacja została zmieniona na Falls Count Anywhere match.
Na początku 2020 roku rozpoczął się romans między Mandy Rose a Otisem z Heavy Machinery. Mieli mieć randkę walentynkową, jednak Dolph Ziggler przybył pierwszy, kradnąc randkę z Rose. Przed WrestleManią 36 ujawniono, że partnerka Tag Teamowa Rose z Fire and Desire, Sonya Deville, spiskowała z Zigglerem, aby sabotować randkę, wysyłając fałszywy tekst do Otisa, że Rose się spóźnia. Otis następnie pokonał Zigglera podczas gali z pomocą Rose, która również zaatakowała Deville. Rose następnie wdała się w trwający kilka miesięcy feud z Deville, która twierdził, że Rose ma tylko wygląd i brak talentu. Kulminacją tego było odcinek SmackDown z 31 lipca, gdzie Deville zaatakowała Rose na backstage’u i obcięła jej część włosów. Rose, teraz nosząca krótsze włosy, wyzwała Devilla na pojedynek Hair vs. Hair match na SummerSlam, który Deville zaakceptowała. W następnym tygodniu Rose zmieniła zdanie, myśląc, że w Deville jest jeszcze coś dobrego, i poprosiła o pozostawienie ich rywalizacji za nimi. Zamiast tego Deville podniosła stawkę i zmieniła stypulację walki na No Disqualification match, w którym przegrana będzie musiała odejść z WWE. Ta zmiana stypulacji została spowodowana incydentem z prawdziwego życia z udziałem Deville; do jej domu włamał się prześladowca na Florydzie. Jej prawnicy stwierdzili, że nie jest dobrym pomysłem posiadanie ogolonej głowy w sądzie.

## Wyniki walk
| Nr                                                                   | Wyniki                                                                                                | Stypulacje                                                                                        | Czas  |
| -------------------------------------------------------------------- | --- | ------------------------------------------------------------------------------------------------- | ----- |
| 1P                                                                   | Apollo Crews (c) pokonał MVP                                                                          | Singles match o WWE United States Championship The Hurt Business nie może być przy narożniku MVP. | 6:40  |
| 2                                                                    | Bayley (c) (z Sashą Banks) pokonała Asukę                                                             | Singles match o WWE SmackDown Women’s Championship                                                | 11:35 |
| 3                                                                    | The Street Profits (Angelo Dawkins i Montez Ford) (c) pokonali Andrade i Angela Garzę (z Zelina Vegą) | Tag Team match o WWE Raw Tag Team Championship                                                    | 7:50  |
| 4                                                                    | Mandy Rose pokonała Sonyę Deville                                                                     | No Disqualification Loser Leaves WWE match                                                        | 10:05 |
| 5                                                                    | Seth Rollins (z Murphym) pokonał Dominika Mysterio (z Reyem Mysterio)                                 | Street Fight                                                                                      | 22:35 |
| 6                                                                    | Asuka pokonała Sashę Banks (c) (z Bayley) poprzez submission                                          | Singles match o WWE Raw Women’s Championship                                                      | 11:25 |
| 7                                                                    | Drew McIntyre (c) pokonał Randy’ego Ortona                                                            | Singles match o WWE Championship                                                                  | 20:35 |
| 8                                                                    | "The Fiend" Bray Wyatt pokonał Brauna Strowmana (c)                                                   | Falls Count Anywhere match o WWE Universal Championship                                           | 12:00 |
| (c) – mistrz/mistrzyni przed walkąP – walka miała miejsce w pre-show | |                                                                                                   |       |